# Anyphops hessei
Anyphops hessei is een spinnensoort uit de familie van de Selenopidae.
De wetenschappelijke naam van de soort werd in 1940 als Selenops hessei gepubliceerd door Reginald Frederick Lawrence.